# Община (Нидерландия)
Общините са третото ниво на управление в държавното управление на Нидерландия след централното правителство и нидерландските провинции.
На 1 януари 2006 г. в Нидерландия има 458 общини (вижте Списък на общините в Нидерландия).
Административната организация на общината и нейните задачи и пълномощия са определени със Закона за общините.